# Gigantes de Carolina 2013 (pallavolo femminile)
Questa voce raccoglie le informazioni riguardanti le Gigantes de Carolina nella stagione 2013.

## Stagione
La stagione 2013 vede le Gigantes de Carolina allenate da Milton Crespo. L'assetto societario muta rispetto alla stagione precedente: il vecchio titolo delle Gigantes de Carolina viene infatti ceduto alla città di Humacao, dando vita alle Orientales de Humacao, mentre la franchigia di Carolina resta attiva acquistando il titolo delle Llaneras de Toa Baja.
Durante il mercato, in virtù di questo scambio di titoli, seguono il titolo delle Llaneras per diventare Gigantes Pamela Cartagena, Yasary Castrodad, Alba Aponte; tra gli altri acquisti spiccano i ritorni in campo dopo un'annata di inattività di Mariana Thon e Graciela Márquez, mentre il terzetto di straniere è composto da Monique Mead, Lindsay Fletemier e Amanda Dowdy. In uscita spiccano si registrano ben dodici movimenti, tra i quali spiccano i nomi delle straniere Diane Copenhagen e Emily Brown, oltre che delle nazionali Xaimara Colón, Laudevis Marrero, Yeimily Mojica e Odemaris Díaz.
La stagione inizia il 25 gennaio con una vittoria in quattro set in casa delle Valencianas de Juncos, seguita però da due sconfitte nei restanti incontri di gennaio. Il mese successivo non rivela tuttavia migliore, così in otto incontri arrivano due soli successi; arriva anche il primo cambio in rosa, con lo svincolo di Amanda Dowdy e l'ingaggio di Rebecca Perry dalle Indias de Mayagüez. Col nuovo ingaggia inizia un trend più equilibrato, che però porta solo a quattro vittorie su nove incontri disputati nel mese di marzo, durante il quale Graciela Márquez viene ceduta alle Lancheras de Cataño in cambio di Vanessa Vélez. Nelle due gare finali di regular season giocate ad aprile, arrivano altrettante sconfitte, sancendo così l'eliminazione delle Gigantes da un piazzamento ai play-off scudetto e il definitivo nono posto in classifica.

## Organigramma societario
Area direttiva
- Presidente: Héctor Caro

Area tecnica
- Allenatore: Milton Crespo

## Rosa
| N° | Nome               | Ruolo | Data di nascita  | Nazionalità sportiva |
| -- | ------------------ | ----- | ---------------- | -------------------- |
| 1  | Monique Mead       | O     | 15 giugno 1991   | Stati Uniti          |
| 2  | Yesenia Rodríguez  | S     | -                | Porto Rico           |
| 3  | Pamela Cartagena   | L     | 5 febbraio 1987  | Porto Rico           |
| 4  | Anta Calderón      | O     | -                | Porto Rico           |
| 5  | Jordaliz Mercado   | P     | 19 luglio 1990   | Porto Rico           |
| 6  | Mariana Thon       | P     | 18 novembre 1988 | Porto Rico           |
| 7  | Yasary Castrodad   | C     | 11 novembre 1978 | Porto Rico           |
| 9  | Lindsay Fletemier  | C     | 9 marzo 1988     | Stati Uniti          |
| 10 | Graciela Márquez   | S     | 23 marzo 1978    | Porto Rico           |
| 10 | Vanessa Vélez      | S     | 29 agosto 1986   | Porto Rico           |
| 11 | Amanda Dowdy       | S     | 5 maggio 1990    | Stati Uniti          |
| 11 | Rebecca Perry      | S     | 29 dicembre 1988 | Stati Uniti          |
| 12 | Priscila Hernández | S     | 12 gennaio 1991  | Porto Rico           |
| 17 | Alba Aponte        | C     | 23 luglio 1982   | Porto Rico           |

## Mercato
| Acquisti | Acquisti           | Acquisti             | Acquisti   |
| R.       | Nome               | da                   | Modalità   |
| -------- | ------------------ | -------------------- | ---------- |
| O        | Monique Mead       | Georgia Tech         | definitivo |
| S        | Yesenia Rodríguez  | ?                    | definitivo |
| L        | Pamela Cartagena   | Llaneras de Toa Baja | definitivo |
| O        | Anta Calderón      | ?                    | definitivo |
| P        | Jordaliz Mercado   | Llaneras de Toa Baja | definitivo |
| P        | Mariana Thon       | Inattiva             | definitivo |
| C        | Yasary Castrodad   | Llaneras de Toa Baja | definitivo |
| C        | Lindsay Fletemier  | LiigaEura            | definitivo |
| S        | Graciela Márquez   | Inattiva             | definitivo |
| S        | Amanda Dowdy       | Alemannia            | definitivo |
| S        | Priscila Hernández | giovanili            | definitivo |
| C        | Alba Aponte        | Llaneras de Toa Baja | definitivo |
| S        | Rebecca Perry      | Indias de Mayagüez   | definitivo |
| S        | Vanessa Vélez      | Lancheras de Cataño  | definitivo |

| Cessioni | Cessioni         | Cessioni              | Cessioni   |
| R.       | Nome             | a                     | Modalità   |
| -------- | ---------------- | --------------------- | ---------- |
| S        | Diane Copenhagen | Ereğli                | definitivo |
| L        | Xaimara Colón    | -                     | ritirata   |
| O        | Emily Brown      | Orientales de Humacao | definitivo |
| C        | Miriam Quijano   | -                     | ritirata   |
| C        | Laudevis Marrero | Indias de Mayagüez    | definitivo |
| P        | Yeimily Mojica   | Valencianas de Juncos | definitivo |
| P        | Stephanie Pérez  | -                     | ritirata   |
| S        | Aida Bauzá       | Vaqueras de Bayamón   | definitivo |
| S        | Joedly Narváez   | Valencianas de Juncos | definitivo |
| C        | Odemaris Díaz    | Criollas de Caguas    | definitivo |
| L        | Gregner Gotay    | -                     | ritirata   |
| O        | Yomaira Santana  | -                     | ritirata   |
| S        | Amanda Dowdy     | Valencianas de Juncos | definitivo |
| S        | Graciela Márquez | Lancheras de Cataño   | definitivo |

## Risultati

### LVSF

#### Regular season
| 25 gennaio 2013 Coliseo Rafael Amalbert, Juncos             | Valencianas de Juncos | 1 - 3 | Gigantes de Carolina  | 24-26, 18-25, 26-24, 18-25        |
| 28 gennaio 2013 Coliseo Guillermo Angulo, Carolina          | Gigantes de Carolina  | 1 - 3 | Lancheras de Cataño   | 24-26, 29-27, 26-28, 5-25         |
| 30 gennaio 2013 Complejo Deportivo Emilio Huyke, Humacao    | Orientales de Humacao | 3 - 1 | Gigantes de Carolina  | 25-22, 23-25, 25-22, 25-15        |
| 5 febbraio 2013 Coliseo Guillermo Angulo, Carolina          | Gigantes de Carolina  | 1 - 3 | Leonas de Ponce       | 25-23, 22-25, 19-25, 20-25        |
| 7 febbraio 2013 Coliseo Rubén Rodríguez, Bayamón            | Vaqueras de Bayamón   | 3 - 2 | Gigantes de Carolina  | 25-21, 25-20, 23-25, 21-25, 15-12 |
| 10 febbraio 2013 Coliseo Mario Morales, Guaynabo            | Mets de Guaynabo      | 3 - 2 | Gigantes de Carolina  | 23-25, 26-24, 25-19, 23-25, 15-7  |
| 12 febbraio 2013 Coliseo Guillermo Angulo, Carolina         | Gigantes de Carolina  | 2 - 3 | Criollas de Caguas    | 19-25, 25-23, 25-20, 25-27, 8-15  |
| 16 febbraio 2013 Palacio de Recreación y Deportes, Mayagüez | Indias de Mayagüez    | 2 - 3 | Gigantes de Carolina  | 23-25, 21-25, 26-24, 26-24, 17-19 |
| 19 febbraio 2013 Coliseo Guillermo Angulo, Carolina         | Gigantes de Carolina  | 2 - 3 | Pinkin de Corozal     | 25-17, 25-18, 23-25, 22-25, 11-15 |
| 23 febbraio 2013 Coliseo Guillermo Angulo, Carolina         | Gigantes de Carolina  | 2 - 3 | Vaqueras de Bayamón   | 25-20, 26-28, 29-31, 25-20, 9-15  |
| 27 febbraio 2013 Coliseo Guillermo Angulo, Carolina         | Gigantes de Carolina  | 3 - 0 | Mets de Guaynabo      | 25-20, 25-16, 25-20               |
| 1 marzo 2013 Coliseo Cosme Beitia Sálamo, Cataño            | Lancheras de Cataño   | 3 - 0 | Gigantes de Carolina  | 25-21, 25-13, 25-22               |
| 5 marzo 2013 Coliseo Guillermo Angulo, Carolina             | Gigantes de Carolina  | 3 - 1 | Valencianas de Juncos | 25-10, 23-25, 25-22, 25-23        |
| 10 marzo 2013 Coliseo Guillermo Angulo, Carolina            | Gigantes de Carolina  | 3 - 1 | Orientales de Humacao | 27-25, 22-25, 25-22, 25-21        |
| 13 marzo 2013 Coliseo Salvador Dijols, Ponce                | Leonas de Ponce       | 1 - 3 | Gigantes de Carolina  | 25-19, 17-25, 19-25, 19-25        |
| 18 marzo 2013 Coliseo Carmen Zoraida Figueroa, Corozal      | Pinkin de Corozal     | 3 - 1 | Gigantes de Carolina  | 26-28, 25-14, 25-17, 25-11        |
| 22 marzo 2013 Coliseo Héctor Solá Bezares, Caguas           | Criollas de Caguas    | 3 - 0 | Gigantes de Carolina  | 25-18, 25-12, 25-11               |
| 24 marzo 2013 Coliseo Guillermo Angulo, Carolina            | Gigantes de Carolina  | 1 - 3 | Lancheras de Cataño   | 25-23, 15-25, 19-25, 24-26        |
| 27 marzo 2013 Coliseo Mario Morales, Guaynabo               | Mets de Guaynabo      | 3 - 0 | Gigantes de Carolina  | 25-20, 32-30, 31-29               |
| 30 marzo 2013 Coliseo Guillermo Angulo, Carolina            | Gigantes de Carolina  | 3 - 0 | Vaqueras de Bayamón   | 25-17, 25-18, 25-15               |
| 1 aprile 2013 Coliseo Guillermo Angulo, Carolina            | Gigantes de Carolina  | 0 - 3 | Indias de Mayagüez    | 14-25, 21-25, 21-25               |
| 3 aprile 2013 Coliseo Carmen Zoraida Figueroa, Corozal      | Pinkin de Corozal     | 3 - 1 | Gigantes de Carolina  | 17-25, 26-24, 225-21, 25-20       |

## Statistiche

### Statistiche di squadra
| Competizione | Punti | In casa | In casa | In casa | In trasferta | In trasferta | In trasferta | Totale | Totale | Totale |
| Competizione | Punti | G       | V       | P       | G            | V            | P            | G      | V      | P      |
| ------------ | ----- | ------- | ------- | ------- | ------------ | ------------ | ------------ | ------ | ------ | ------ |
| LVSF         | 29    | 11      | 4       | 7       | 11           | 3            | 8            | 22     | 7      | 15     |
| Totale       | -     | 11      | 4       | 7       | 11           | 3            | 8            | 22     | 7      | 15     |

G = partite giocate; V = partite vinte; P = partite perse